# Raffaele Gervasio
Raffaele Gervasio (né le 26 juillet 1910 à Torre a Mare, Bari et mort le 4 juillet 1994 à Rome) est un compositeur et musicien italien.

## Biographie

### Formation
Raffaele Gervasio naît à Bari en 1910, où il commence ses études musicales en 1923 au lycée musical Niccolò Piccinni dans la classe de Don Cesare Franco (harmonie), d'Italo Delle Cese (piano) et la jeune Gioconda De Vito (violon).
En 1927, il emménage à Pesaro à la demande d'Amilcare Zanella qui le veut dans sa classe de composition, et lui fait poursuivre ses études de violon auprès de Chiti. Gervasio obtient son diplôme de violon en 1929 et continue ses études composition avec Zanella jusqu'en 1931, date à laquelle il est à Florence pour compléter ses études au conservatoire Cherubini auprès de Vito Frazzi.
Après son diplôme obtenu en 1933, il fréquente le cours de perfectionnement d'Ottorino Respighi au conservatoire Sainte-Cécile de Rome, où il obtient en 1936 le prix du meilleur élève du cours. À Sainte-Cécile, Gervasio suit aussi le cours d'Ernesto Cauda d'introduction à la musique par reproduction (cinématographie, gramophonie, radiophonie).

### Carrière
Après son diplôme, Gervasio se consacre surtout à l'art appliqué, travaillant pour la radio, le théâtre, le cinéma et plus tard pour la télévision : des musiques de scène pour des spectacles tels que Francesca da Rimini, Faust, Le Marchand de Venise, jusqu'aux Terze pagine radiofoniche (Troisièmes pages radiophoniques) d'Edoardo Anton, dont il compose par exemple la Ballata italiana (1951) dirigée par Franco Ferrara ; ou bien encore des musiques de films ou d'émissions radiophoniques (indicatif musical) ou télévisées (indicatif des actualités cinématographiques Settimana Incom, Voci dal Mondo), ainsi du fameux indicatif de Carosello). Il compose aussi des musiques de ballet (Viaggio di nozze, 1958 pour la Compagnie du ballet italien, dirigée par Ugo Dell'Ara), de spectacles de son et lumière (Romani de Roma en 1958).

### Carosello Napoletano
Il doit aussi sa renommée à la comédie musicale Carosello napoletano (Carrousel napolitain), grand spectacle théâtral produit en 1950 par la régie d'Ettore Giannini et représentée dans de nombreux pays étrangers et qui vaut à Gervasio la récompense du Masque d'argent pour la musique.
Grâce à son succès, la comédie musicale Carosello napoletano est adaptée au cinéma par Lux Film. Les musiques du film, dont un tiers sont originales, sont dirigées par Fernando Previtali.
Par la suite, Gervasio fait paraître un album discographique, I Canti che hanno fatto l'Italia (Les chants qui ont fait l'Italie) qui témoigne de son grand intérêt pour la musique populaire, à l'occasion des célébrations d' Italia 61. Il est dirigé par Franco Ferrara et les chants sont interprétés par Del Monaco, Virginia Zeani, Rossi Lemeni, Tuccari, Fioravanti. Cette œuvre est choisie par la RAI pour l'inauguration de la 2e chaîne télévisée (4 novembre 1961).
De 1940 à 1960, Gervasio est directeur musical chez INCOM (Industrie cortometraggi).
Gervasio reprend dans la seconde moitié des années 1950 son emploi musical et, à partir de 1961, se consacre exclusivement à la musique pure, laissant une production importante de musique symphonique et de musique de chambre.

### Conservatoire
À l'insistance de son ami Nino Rota en 1967, Gervasio prend la chaire de composition au conservatoire Piccinni de Bari et en 1969 passe  à la direction de nouveau conservatoire Duni de Matera.
En 1977, il retourne à la chaire de composition de Bari, qu'il laisse définitivement en 1980.
Raffaele Gervasio est élu en 1978 académicien de Sainte-Cécile.

## Source de la traduction
- (it) Cet article est partiellement ou en totalité issu de l’article de Wikipédia en italien intitulé « Raffaele Gervasio » (voir la liste des auteurs).